# Taça 1947
A Taça 1947 foi uma competição portuguesa de hóquei em patins disputada entre 9 e 13 de dezembro de 2020, no Pavilhão Municipal do Luso, na cidade de Mealhada. Organizada pela Federação de Patinagem de Portugal (FPP), a competição reuniu as oito melhores equipes, ao término da primeira metade da temporada do campeonato português. O Benfica conquistou o título ao vencer o Sporting na decisão.

## História
Em 4 de novembro de 2020, a FPP procedeu à apresentação da Taça 1947 durante uma conferência de imprensa realizada na cidade de Mealhada, a qual foi selecionada como sede do referido certame. Durante o transcurso desse evento, o então presidente da mencionada entidade, Luís Sénica, esclareceu que o nome faz referência ao primeiro título mundial da Seleção Portuguesa, conquistado em 1947, assim como expressou a intenção de consolidar a competição no calendário nacional, com disputas anuais; contudo, esse desiderato não se materializou, e a edição inaugural subsistiu como a única realizada.

## Formato
A Taça 1947 foi objeto de disputa mediante um sistema eliminatório envolvendo as oito melhores equipes portuguesas, ao término da primeira metade da temporada do campeonato nacional. Cada partida foi realizada nas instalações do Pavilhão Municipal do Luso.

## Jogos
Em 9 de dezembro, Benfica e Barcelos foram os protagonistas do jogo inaugural da competição, o qual foi vencido pelo clube de Lisboa com um placar de 3 a 2. Adicionalmente, o Sporting triunfou sobre o Sanjoanense durante o prolongamento, por 5 a 3. Na conclusão da fase de quartas de final, a Oliveirense e o Sporting de Tomar triunfaram, respectivamente, sobre Valongo e Juventude de Viana, ambos por 3 a 1.
Três dias depois, os vencedores confrontaram-se nas semifinais. O Benfica tornou-se o primeiro clube a garantir sua vaga na decisão ao vencer a Oliveirense nas grandes penalidades. O adversário na decisão foi o Sporting, que eliminou o Sporting de Tomar por 5 a 3.
Em 13 de dezembro, o Benfica superou o Sporting nas grandes penalidades após um empate por 3 a 3, consagrando-se campeão da Taça 1947.
|  | Quartas de final   | Quartas de final  |                |       | Semifinais | Semifinais |  |  | Final | Final |
|  |                    |                   |                |       |            |            |  |  |       |       |
|  | 9 de dezembro      |                   |                |       |            |            |  |  |       |       |
|  |                    |                   |                |       |            |            |  |  |       |       |
|  | Benfica            | 3                 |                |       |            |            |  |  |       |       |
|  | Benfica            | 3                 | 12 de dezembro |       |            |            |  |  |       |       |
|  | Barcelos           | 2                 |                |       |            |            |  |  |       |       |
|  | Barcelos           | 2                 | Benfica (p.)   | 3 (4) |            |            |  |  |       |       |
|  | 9 de dezembro      |                   | Benfica (p.)   | 3 (4) |            |            |  |  |       |       |
|  |                    | Oliveirense       | 3 (2)          |       |            |            |  |  |       |       |
|  | Oliveirense        | Oliveirense       | 3 (2)          | 3     |            |            |  |  |       |       |
|  | Oliveirense        |                   | 13 de dezembro | 3     |            |            |  |  |       |       |
|  | Valongo            | 1                 |                |       |            |            |  |  |       |       |
|  | Valongo            | 1                 | Benfica (p.)   | 3 (3) |            |            |  |  |       |       |
|  | 9 de dezembro      |                   | Benfica (p.)   | 3 (3) |            |            |  |  |       |       |
|  |                    | Sporting          | 3 (2)          |       |            |            |  |  |       |       |
|  | Sporting (pro)     | Sporting          | 3 (2)          | 5     |            |            |  |  |       |       |
|  | Sporting (pro)     | 12 de dezembro    |                | 5     |            |            |  |  |       |       |
|  | Sanjoanense        | 3                 |                |       |            |            |  |  |       |       |
|  | Sanjoanense        | 3                 | Sporting       | 5     |            |            |  |  |       |       |
|  | 9 de dezembro      |                   | Sporting       | 5     |            |            |  |  |       |       |
|  |                    | Sporting de Tomar | 3              |       |            |            |  |  |       |       |
|  | Juventude de Viana | Sporting de Tomar | 3              | 1     |            |            |  |  |       |       |
|  | Juventude de Viana |                   |                | 1     |            |            |  |  |       |       |
|  | Sporting de Tomar  | 3                 |                |       |            |            |  |  |       |       |
|  | Sporting de Tomar  | 3                 |                |       |            |            |  |  |       |       |